# エマオの晩餐 (レンブラント、ジャックマール＝アンドレ美術館)
『エマオの晩餐』（エマオのばんさん、英: Supper at Emmaus）
、または『エマオの巡礼者たち』（エマオのじゅんれいしゃたち、仏: Les Pèlerins d'Emmaüs、英: The Prilgrims at Emmaus）は、17世紀オランダ黄金時代の巨匠レンブラント・ファン・レインが板上に油彩で制作した絵画である。画家が生涯にわたって何度も取り上げたエマオの晩餐を主題とする最初の作品で、彼のレイデン時代の1628年ごろに描かれた。作品は現在、パリのジャックマール＝アンドレ美術館に所蔵されている。

## 主題
『新約聖書』中の「ルカによる福音書」(24章13節-31節）によれば、イエス・キリストの磔刑から3日後、クレオパともう1人のキリストの弟子はエルサレムから10キロ離れたエマオに向かっていた。すると、そこに復活したキリストが現れて、2人に何が起こったのかと質問した。それがキリストだとわからなかった2人は、キリストが天国に入るために受難に遭ったと答える。その晩、2人はエマオに着くと、もう遅いからとキリストを引き留め、いっしょに宿屋に泊まることにした。そして、「いっしょに食事の席に着いたとき、イエスはパンを取り、賛美の祈りを唱え、パンを裂いてお渡しになった。すると2人の目が開け、イエスだとわかったが、その姿は見えなくなった」(24章30節-31節）という。

## 作品

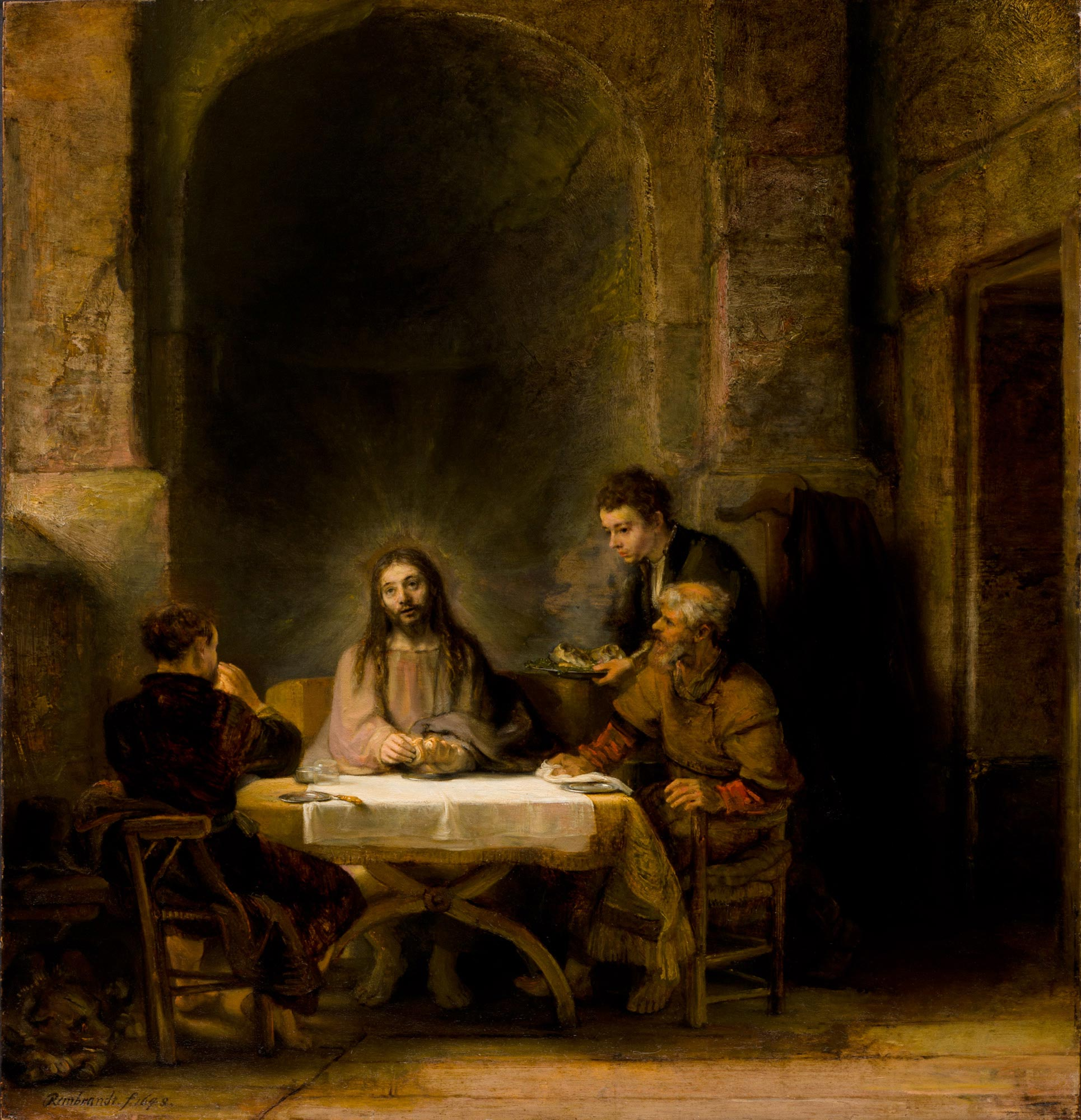
レンブラント『エマオの晩餐』（1648年） ルーヴル美術館 （パリ

レイデン時代のほかの作品同様、左右非対称で不安定な構図の中に、レンブラントはテーブルについている宿屋の客たちと奥の部屋で忙しくしている女中を表している。簡素な宿屋の情景とも見えるが、強烈な光の効果により場面は変貌している。パンを裂いて弟子たちに渡したキリストは、背後からの光源で非物質的なシルエットとして浮かび上がっており、神秘的な光の輝きはキリストの神性を明らかにするのに十分である。次の瞬間、彼は弟子たちの視界から消えてしまうこととなる。弟子の1人は怯み、もう1人は恐れをなして、あるいは崇拝の念に打たれ、キリストの足元に跪いている。すでにカラヴァッジョ以降のヨーロッパの絵画で用いられていたキアロスクーロの技法によって、レンブラントは力強い劇的効果を生み出し、この超自然的現象を可視化している。
なお、レンブラントがおよそ20年後の1648年に描いた同主題の『エマオの晩餐』がパリのルーヴル美術館に所蔵されている。ルーヴル美術館の作品は中央の軸に沿って人物が配され、より歴史画的な構成となっている。